# Coleorozena alicula
Coleorozena alicula är en skalbaggsart som först beskrevs av Henry Clinton Fall 1927.  Coleorozena alicula ingår i släktet Coleorozena och familjen bladbaggar. Inga underarter finns listade i Catalogue of Life.